# Velîke Peredmistea, Jovkva
Velîke Peredmistea (în ucraineană Велике Передмістя) este un sat în așezarea urbană Maheriv din raionul Jovkva, regiunea Liov, Ucraina.

## Demografie
Componența lingvistică a localității Velîke Peredmistea
     Ucraineană (100%)
Conform recensământului din 2001, toată populația localității Velîke Peredmistea era vorbitoare de ucraineană (100%).